# Virtus Segafredo Arena
Die Virtus Segafredo Arena (kurz: Segafredo Arena) ist eine temporäre Basketball-Halle in der italienischen Stadt Bologna, größte Stadt der Metropolitanstadt Bologna in der Region Emilia-Romagna. Die Halle im Innenstadtbezirk Fiera di Bologna wird vom Basketballclub Virtus Segafredo Bologna (Männer und Frauen) genutzt. Die Halle trägt den Namen von Clubsponsor Segafredo.

## Geschichte
Virtus hatte in den vergangenen Jahren mehrere Spielstätten wie die Unipol Arena (in Casalecchio di Reno) oder zuletzt den PalaDozza (Heimat des Stadtrivalen Fortitudo Bologna mit 5570 Plätzen). Der Club plant den Bau einer neuen, eigenen Heimat. Sie soll zum September 2024 fertig werden und über mindestens 12.000 Plätze verfügen. In der Zwischenzeit ist Virtus in der temporären Halle beheimatet. Die Arena wurde von der auf Veranstaltungs- und Ausstellungsbau spezialisierte Schweizer Nüssli Gruppe errichtet. Zunächst war sie im Padiglione 30 (deutsch Pavillon 30) auf dem Messegelände Bologna Fiere mit rund 9000 Plätzen ansässig. Zur Eröffnung wurde am 10. November 2019 ein Ligaspiel von Virtus gegen Universo Treviso Basket (84:79) ausgetragen. Das Endspiel im italienischen Basketballpokal der Frauen 2021 zwischen Umana Reyer Venezia und Famila Wuber Schio (55:69) wurde am 8. März in der Basketballarena ausgetragen. In der Saison 2020/21 der Lega Basket Serie A erreichte Virtus das Play-off-Finale gegen AX Armani Exchange Milano und gewann die Serie mit 4:0. Die dritte und vierte Partie fand in Bologna statt. Der Verein konnte nach 20 Jahren Pause seinen 16 Meistertitel feiern. Im Juni 2021 wurde die Basketballarena abgebaut und zum November des Jahres im größeren Padiglione 37 wieder aufgebaut, um eine größere Zuschauerkapazität erzielen zu können. Das Endspiel des EuroCup 2021/22 zwischen Virtus und Frutti Extra Bursaspor wurde am 11. Mai 2022 in der Halle in Bologna ausgetragen. Durch den Sieg nimmt Virtus Bologna mit der Segafredo Arena an der EuroLeague 2022/23 teil.

## Galerie

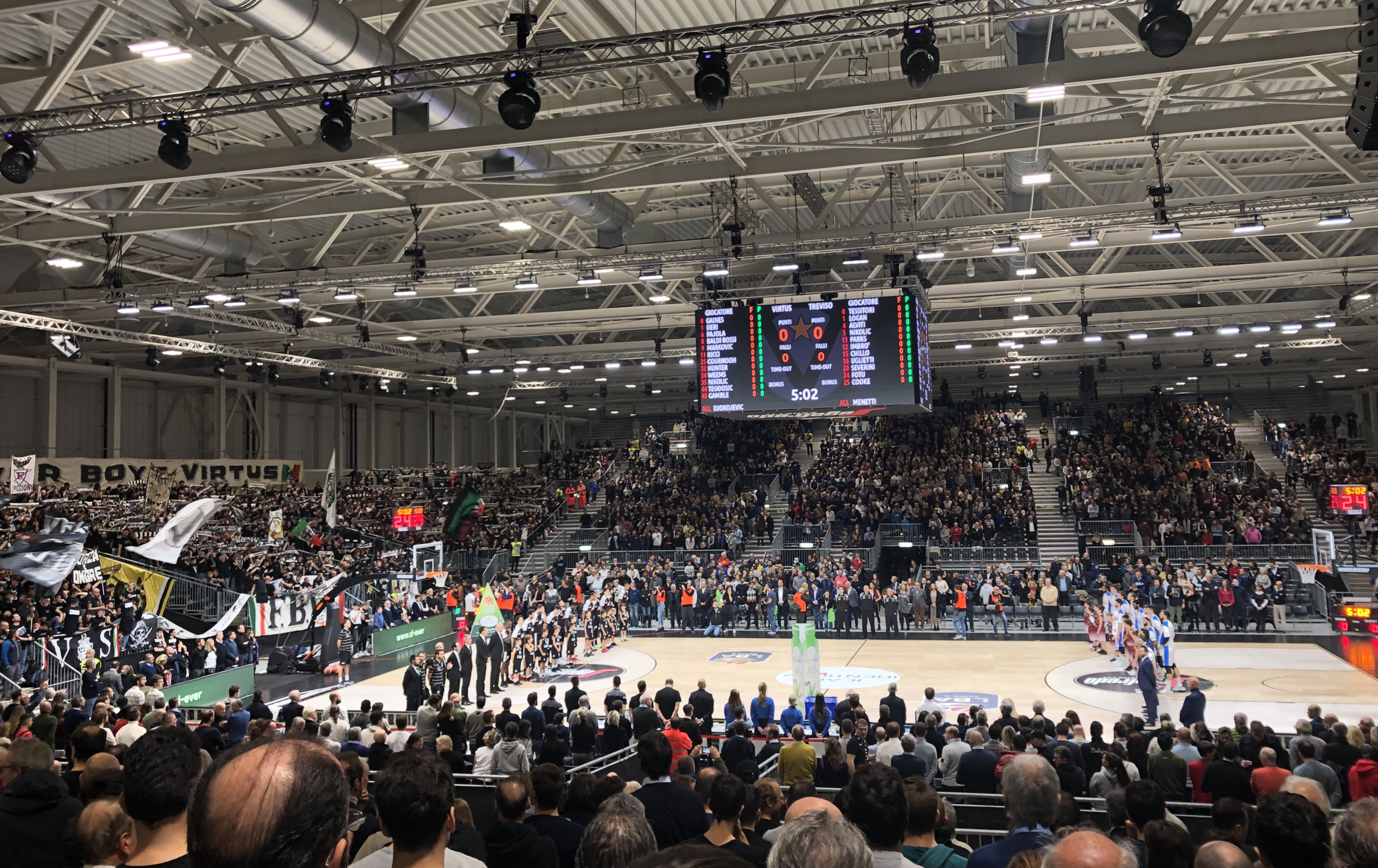
Die Arena noch im Padiglione 30 (2019)
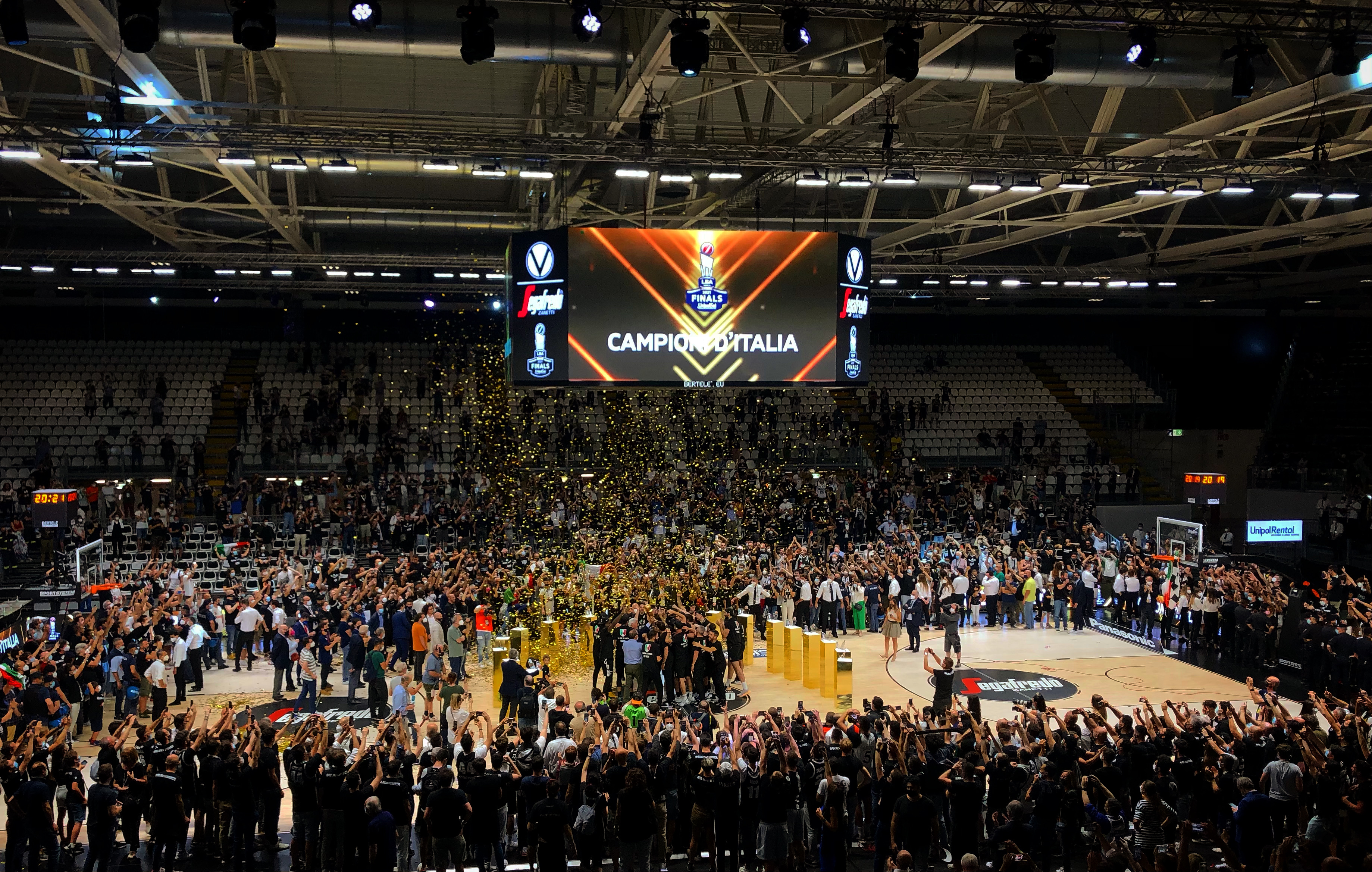
Feier nach dem Gewinn der Meisterschaft 2021/22
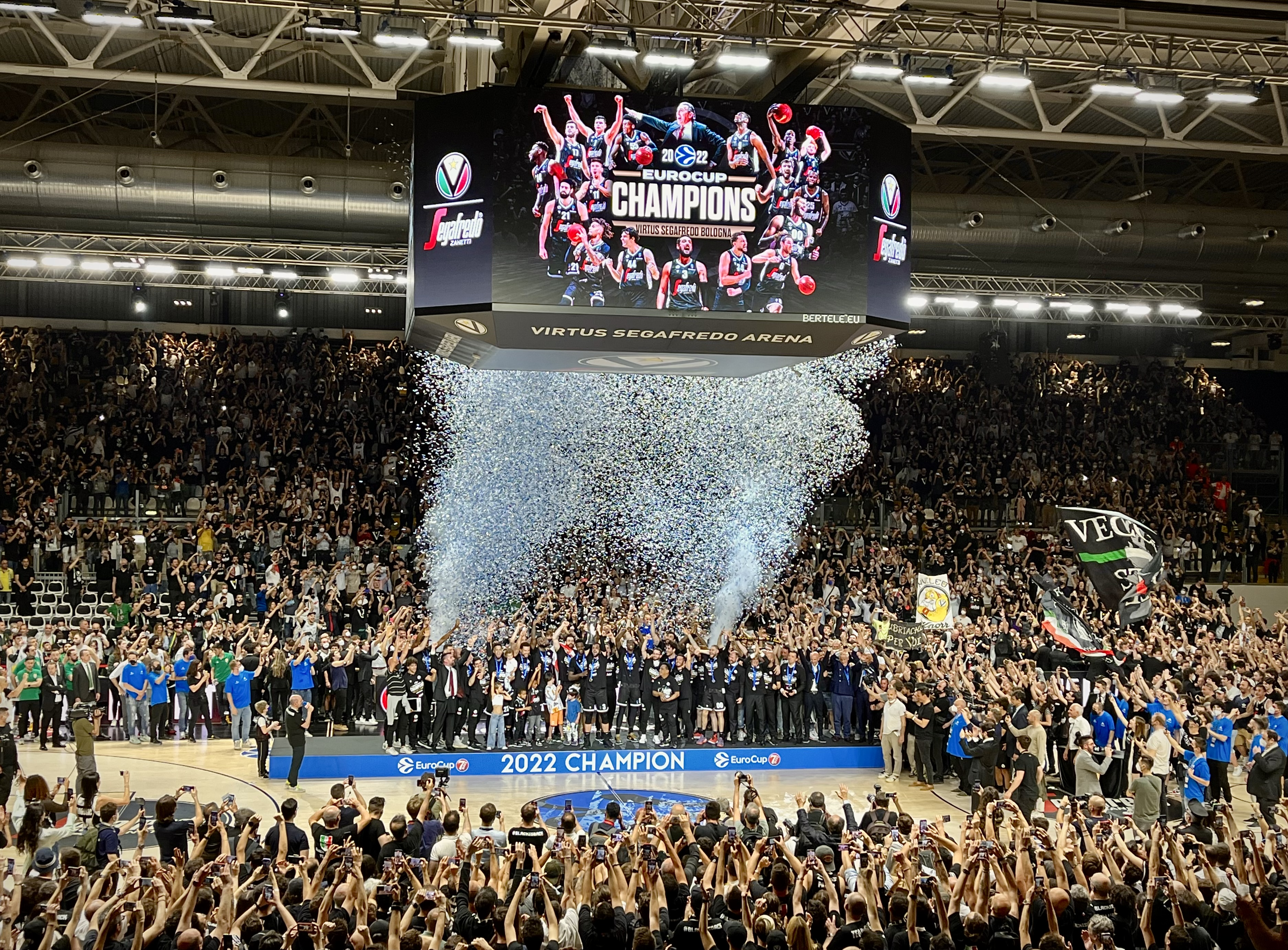
Virtus feiert den Gewinn des EuroCup 2021/22 nach dem Sieg gegen Frutti Extra Bursaspor (80:67)